# 赤池駅 (福岡県)
赤池駅（あかいけえき）は、福岡県田川郡福智町赤池にある平成筑豊鉄道伊田線の駅である。旧・赤池町の中心駅。駅番号はHC8。

## 歴史
- 1904年（明治37年）4月1日：九州鉄道（貨）赤池駅（1937年6月1日、赤池炭坑駅に改称）への貨物支線の分岐点として設置[1]。
- 1907年（明治40年）7月1日：九州鉄道が国有化[1]。官設鉄道に移管。
- 1910年（明治43年）8月18日：赤池信号所に改称[1]。
- 1911年（明治44年）2月1日：赤池聯絡所に改称[1]。
- 1922年（大正11年）4月1日：赤池信号場に改称[1]。
- 1937年（昭和12年）6月25日：駅（旅客駅）に昇格[1]。赤池駅となる[1]。
- 1955年（昭和30年）7月15日：貨物扱い開始[1]。
- 1965年（昭和40年）2月1日：貨物扱い廃止[1]。
- 1978年（昭和53年）3月31日：赤池炭坑駅への貨物支線廃止。
- 1984年（昭和59年）2月1日：駅員無配置駅となる[2][3]。
- 1987年（昭和62年）4月1日：国鉄分割民営化により九州旅客鉄道（JR九州）に承継[1]。
- 1989年（平成元年）10月1日：平成筑豊鉄道に転換[1]。
- 2017年（平成29年）6月：原田眼科がネーミングライツを取得。2020年1月現在は原田眼科赤池駅となっている。

## 駅構造

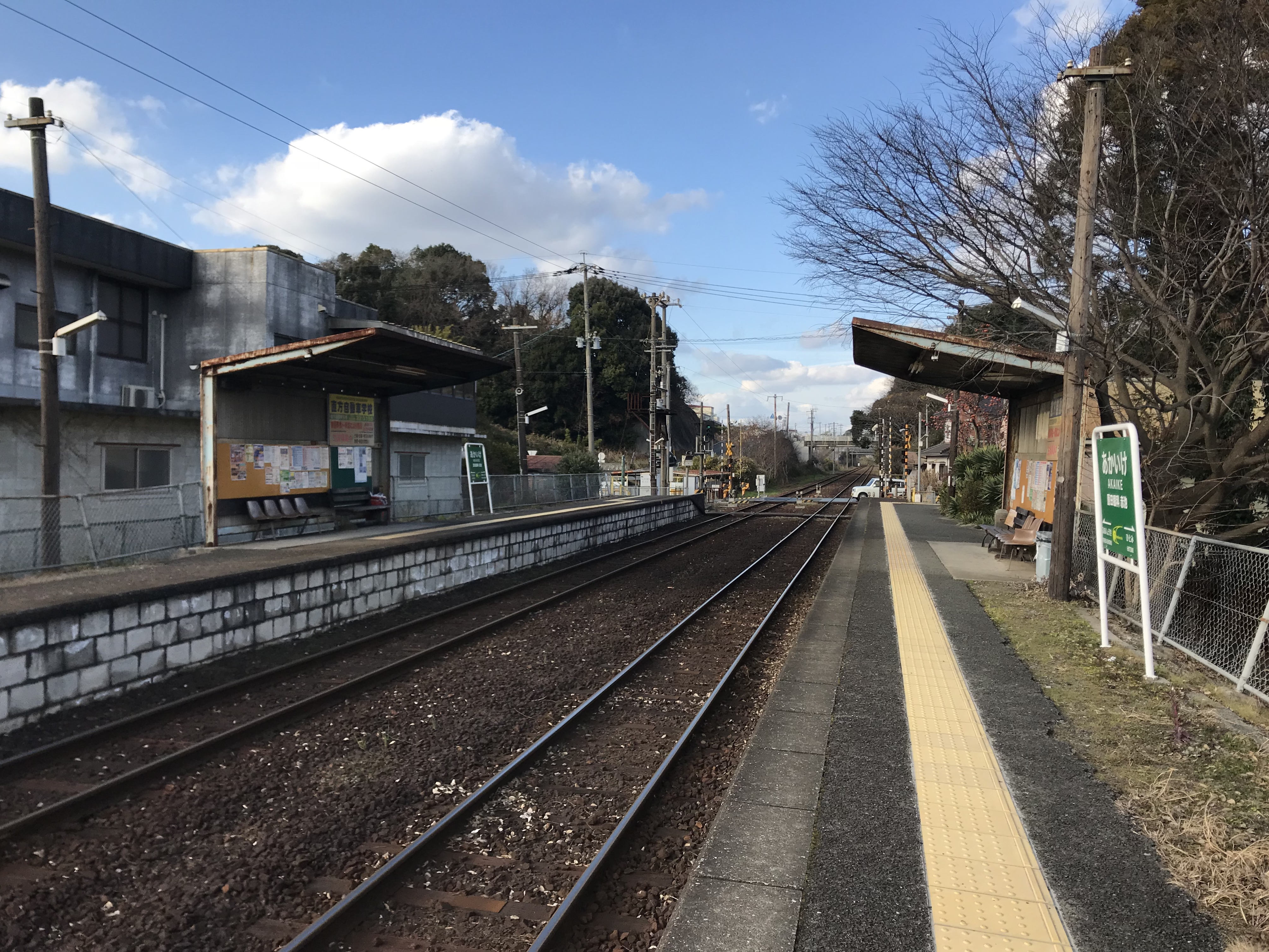
ホーム（2018年1月）

相対式ホーム2面2線を有する複線区間にある地上駅。駅舎がある無人駅。上りと下りのホームは構内踏切で結ばれている。両ホームと外部はスロープで結ばれ、バリアフリー対応である。

### のりば
| ホーム | 路線    | 方向 | 行先                                 | 備考 |
| ------ | ------- | ---- | ------------------------------------ | ---- |
| 駅舎側 | ■伊田線 | 上り | 金田・田川伊田・田川後藤寺・行橋方面 |      |
| 反対側 | ■伊田線 | 下り | 直方方面                             |      |

※案内上ののりば番号は割り当てられていない。
付記事項
- 2024年11月下旬、駅舎内の正面右側に、長らく閉店していた居酒屋「よってって」が新装開店した。

## 利用状況
2015年度の1日平均乗降人員は292人である。

## 駅周辺
旧赤池町の南端部に位置する。
- 善照寺
- 明念寺
- 金光教赤池教会
- 天理教赤池分教会

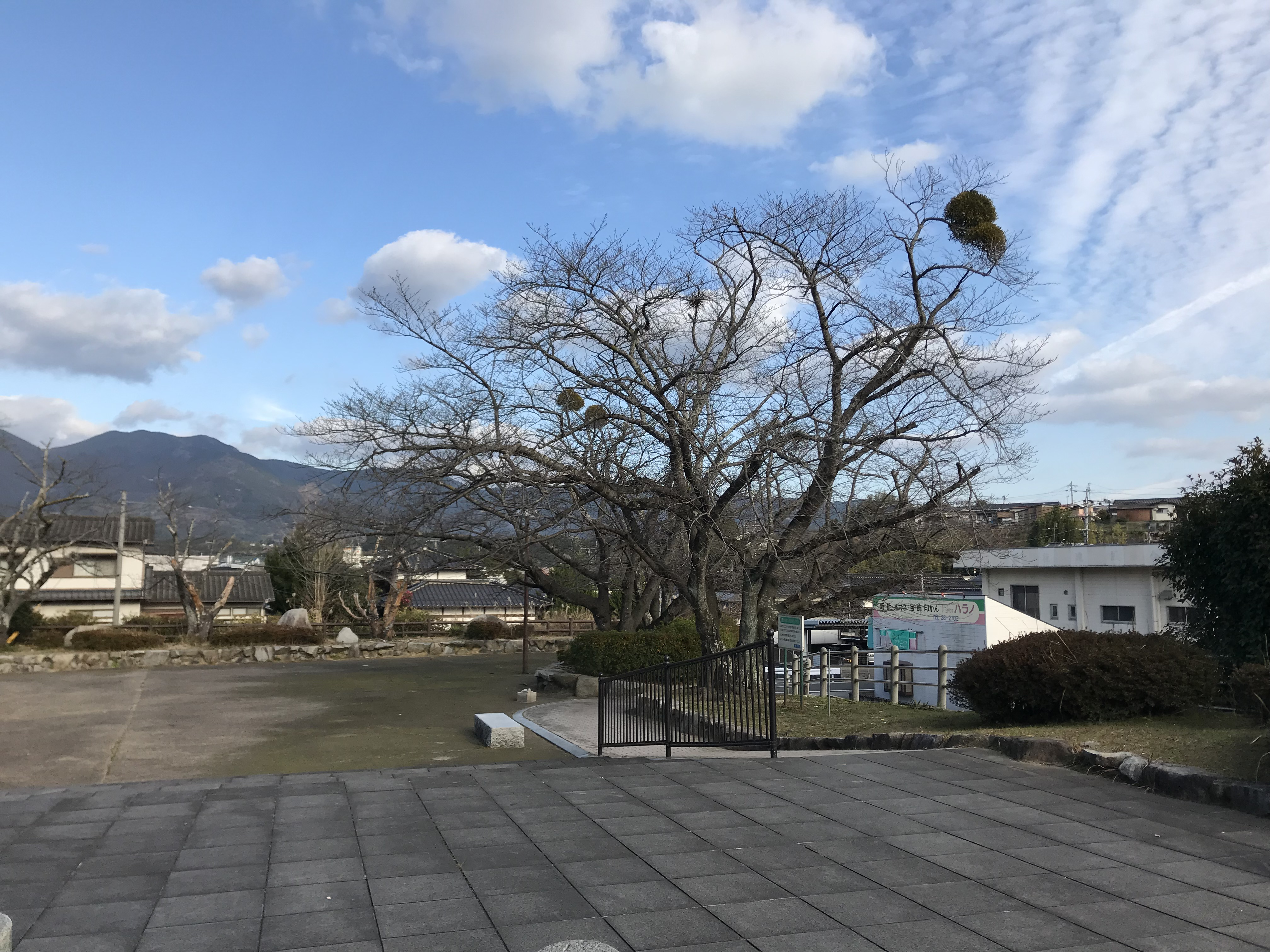
駅前風景（2018年1月）

- スーパーセンタートライアル福智店（当駅から徒歩約15分）
- スーパー川食 食彩館赤池店
- ディスカウントドラッグコスモス赤池店
- 赤池保育園
- 中尾保育所
- 赤池協同医院
- 原田眼科 - 当駅のネーミングライツを取得（先述）
- 社会福祉法人豊徳会 グループホームあかいけ
- 児童ディ・サービス きらり
- 真言宗 光林寺
- プライムトレーニングセンター - デイサービスセンター
- 福岡県道62号北九州小竹線
- 福岡県道406号赤池糸田線

## エピソードなど
九州鉄道の前身である筑豊興業鉄道がこの路線を敷設する際、当初はこの赤池までの「赤池支線」とする予定だった。しかし当時、この地は伊田町や後藤寺町（現・田川市）、糸田町などから小さな川を通じて小さい船で運ばれてきた石炭を大きな五平太舟に積み換える中継点であり、川岸の料理屋もその船頭たちで賑わっていたため、駅の設置に対して船頭や料理屋が猛反対した。そのため筑豊興業鉄道は赤池に駅を造らず、その先の金田まで線路を延ばし金田駅を設置した。ところがこれにより、それまで船でこの地まで運ばれて来た石炭が金田駅で貨物列車に積み換えるようになり、さらには金田町に新炭鉱も出来、町が賑わうようになってしまった。そのため赤池の人々は後に九州鉄道に陳情を申し入れ、駅が設置された。「赤池町史」にはこの出来事が赤池町の発展を阻害したとして、そのエピソードが綴られている。

## 隣の駅
平成筑豊鉄道
■伊田線
ふれあい生力駅 (HC7)  - 赤池駅 (HC8)  - 人見駅 (HC9)